# Maria Pawlikowska-Jasnorzewska
 (mai 2023).
Maria Pawlikowska-Jasnorzewska (24 novembre 1891 – 9 juillet 1945) est une poétesse et dramaturge polonaise.

## Biographie
Née à Cracovie dans une famille de peintre, Maria Kossak est élevée dans un milieu d'artistes, d'écrivains et d'intellectuels. Son grand-père, Juliusz Kossak, et son père, Wojciech Kossak, étaient tous les deux des peintres professionnels connus pour leurs scènes historiques et équestres. Sa jeune sœur, Magdalena Samozwaniec a écrit des satires populaires.
Parlant le français, l'anglais et l'allemand, elle s'adonne dans sa jeunesse à la fois à la peinture et à la poésie. Ce n'est qu'au moment de son mariage avec Jan Pawlikowski, après l'annulation de son premier mariage avec Władysław Bzowski, que prévaut son intérêt pour la littérature. Mais ce second mariage fut aussi un échec[réf. nécessaire].
Après son divorce, Maria Pawlikowska s'associe avec le cercle de poètes de Varsovie Skamander, dont Julian Tuwim, Jan Lechoń, Kazimierz Wierzyński, et d'autres écrivains renommés comme Jarosław Iwaszkiewicz, Irena Krzywicka, Kazimiera Iłłakowiczówna et Tadeusz Boy-Żeleński. Dans l'entre-guerre elle publie douze volumes de poésie, et prend place parmi les poètes les plus innovants. Elle est qualifiée de Sappho et de reine de la poésie lyrique polonaise dans cette période de l'entre-guerre polonaise.
Elle commence une carrière de dramaturge en 1924, avec sa première farce, Archibald le chauffeur, produite à Varsovie. Elle écrit quinze pièces, dans lesquelles elle aborde des sujets comme l'avortement, l'infidélité, ou l'inceste, ce qui provoque des scandales. Elle est comparée par des critiques à Molière, Marivaux, Oscar Wilde, George Bernard Shaw, et Witkacy.  Ses pièces montrent une approche non conventionnelle de la maternité, qu'elle comprend comme une pénible obligation qui met fin à l'amour partagé. Elle prend position pour le droit à choisir. 
En 1939, au début de la Deuxième guerre mondiale, elle suit en Angleterre son troisième mari, Stefan Jasnorzewski. Après le diagnostic d'un cancer des os en 1944, elle devient hémiplégique, et, soignée par son dernier mari, elle meurt 9 juillet 1945. Elle repose avec son mari au Southern Cemetery, à Manchester[réf. nécessaire].

### Œuvres
- Niebieskie migdały, Cracovie 1922
- Różowa magia, Cracovie 1924
- Narcyz 1926

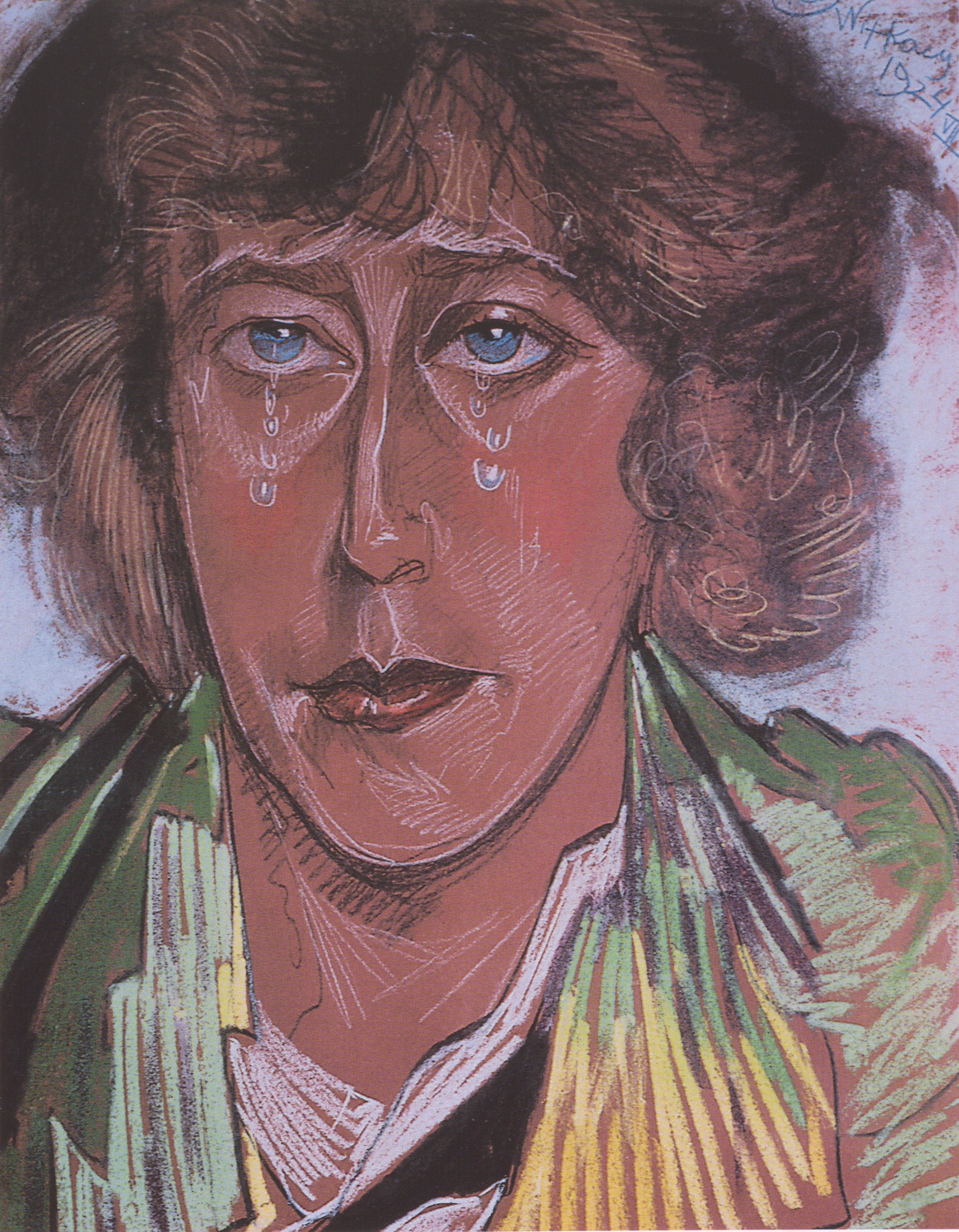
Stanisław Ignacy Witkiewicz - Portrait de Maria Pawlikowska-Jasnorzewska, poétesse polonaise - 1924

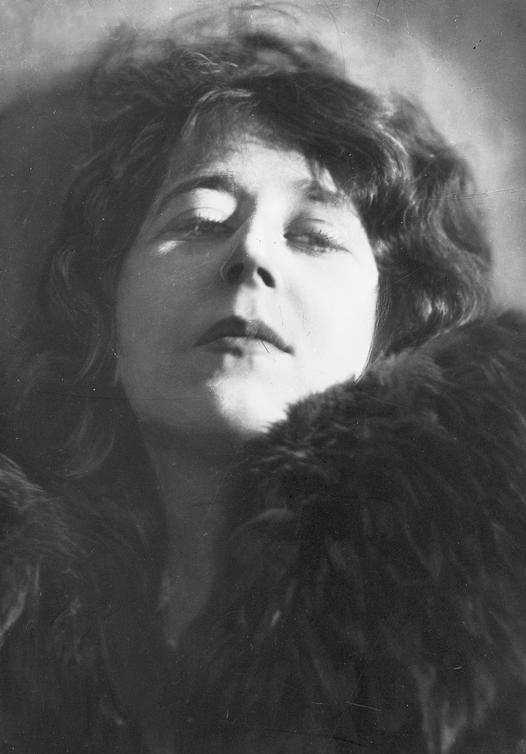
Maria Pawlikowska-Jasnorzewska - années 1920

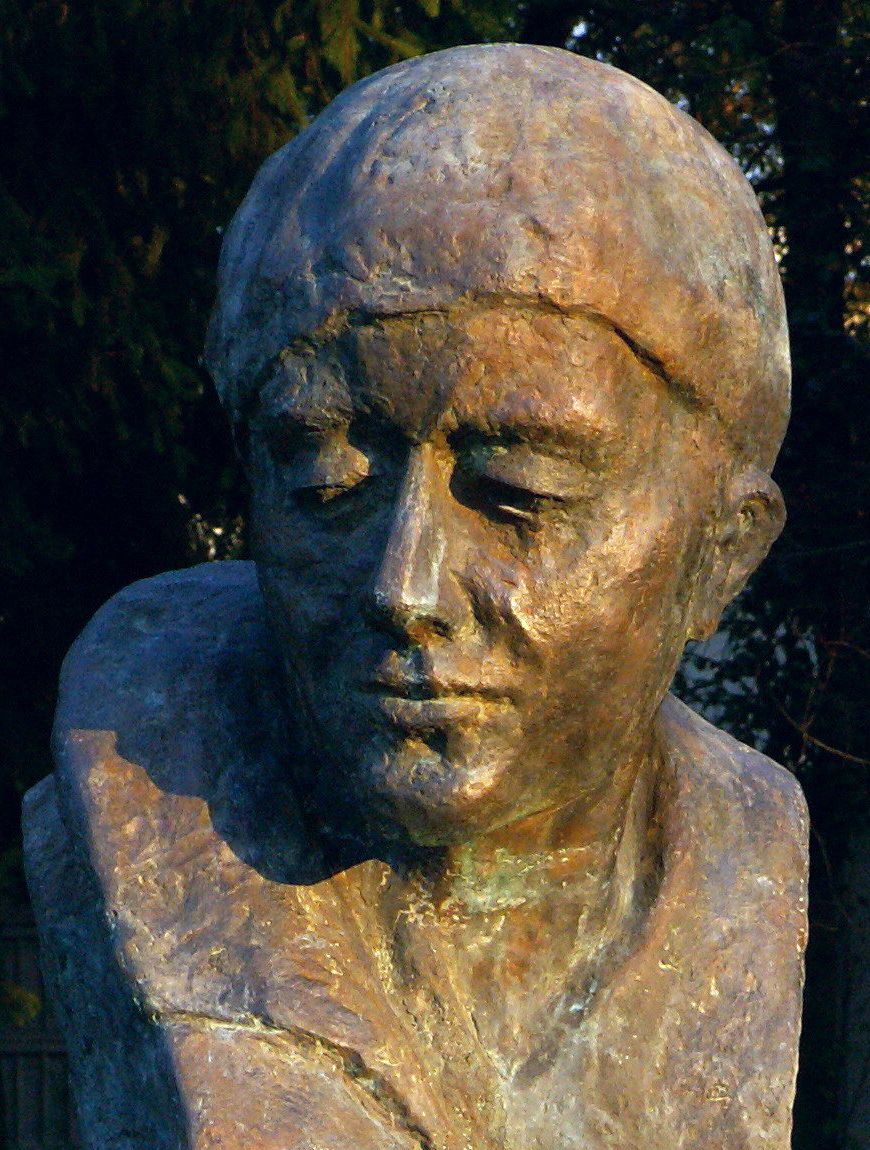
Buste de Maria Pawlikowska-Jasnorzewska sur l'allée de la Renommée à Kielce en Pologne.

- Szofer Archibald. Comédie en trois actes, première : Varsovie, Le nouveau Théâtre 1924, publication: "Świat" 1924
- Kochanek Sybilli Thompson. Fantaisie futuriste en trois actes, première: Cracovie, Théâtre J. Słowacki 1926
- Pocałunki, Varsovie  1926
- Dancing. Karnet balowy, Varsovie  1927
- Wachlarz, Varsovie  1927
- Cisza leśna, Varsovie  1928
- Paryż, Varsovie 1929
- Profil białej damy, Varsovie  1930
- Egipska pszenica. Pièce en trois actes, première : Cracovie, Théâtre J. Słowacki 1932
- Mrówki (myrmeis). Pièce en trois actes, première : Cracovie, Théâtre J. Słowacki 1936
- Referat. Farce en trois actes, première : TV polonaise 1968, publication : "Dialog" 1979
- Zalotnicy niebiescy. Pièce en trois actes,  première : Varsovie, Le nouveau Théâtre 1933, publication : Cracovie 1936
- Surowy jedwab, Varsovie  1932
- Powrót mamy. Comédie en trois actes,  première : Varsovie, Le nouveau Théâtre 1935
- Śpiąca załoga, Varsovie 1933
- Dowód osobisty. Comédie en trois actes,  première : Varsovie, Le nouveau Théâtre 1936
- Nagroda literacka. Comédie en quatre actes,  première : Varsovie, Le nouveau Théâtre 1937
- Balet powojów, Varsovie 1935
- Biedna młodość, pièce radiophonique, Radio polonaise 1936
- Pani zabija pana, pièce radiophonique, Radio polonaise 1936
- Krystalizacje, Varsovie 1937
- Złowrogi portret, pièce radiophonique, Radio polonaise 1937
- Baba-dziwo.  Tragicomédie en trois actes, premiere : Cracovie, Théâtre J. Słowacki 1938, publication: "Dialog" 1966
- Dewaluacja Klary.  Comédie en trois actes, première : Poznań, Théâtre de Pologne 1939
- Popielaty welon. Fantazja sceniczna w 9 obrazach, premiere : Varsovie , Teatr Narodowy 1939
- Szkicownik poetycki. Varsovie  1939
- Gołąb ofiarny, poèmes, Glasgow 1941
- Róża i lasy płonące. Londres, 1941
- Czterolistna koniczyna albo szachownica. Londres, 1980